# Кир, Эмир
Эмир Кир (фр. Emir Kir; род. 17 октября 1968, Шарлеруа, Эно) — бельгийский политический деятель. Бургомистр (мэр) Сен-Жосс-тен-Ноде с 2012 года. Депутат Палаты представителей Федерального парламента Бельгии с 2014 года.

## Биография
Родился 17 октября 1968 года в Шарлеруа. Сын турецких иммигрантов-гастарбайтеров, приехавших работать на шахтах в 1960-х годах.
В 1977 году семья переехала в Сен-Жосс-тен-Ноде.
В 1987—1989 годах изучал политологию в Брюссельском свободном университете.
В 1995—2000 годах работал социальным работником.
В 1995 году из-за восхищения бургомистром Сен-Жосс-тен-Ноде Ги Кудделем (1917—1990) вступил во франкоязычную  Социалистическую партию (PS).
По результатам муниципальных выборов 2000 года стал муниципальным советником Сен-Жосс-тен-Ноде. В 2000—2004 годах — олдермен Сен-Жосс-тен-Ноде.
Участвовал в региональных выборах 2004 года. В 2004—2009 годах — государственный секретарь по вопросам памятников, достопримечательностей и общественной чистоты Брюсселя и министр социальных действий, семьи и спорта Комиссии французского сообщества (COCOF).
По результатам муниципальных выборов 2006 года переизбран и стал первым олдерменом Сен-Жосс-тен-Ноде, но был заменён, чтобы продолжить работу в брюссельском и франкоязычном правительствах. Баллотировался на парламентских выборах 2007 года, был избран, но также не занял места по той же причине.
Участвовал в региональных выборах 2009 года. В 2009—2012 годах — государственный секретарь по вопросам общественной чистоты и городского планирования Брюсселя и министр профессиональной подготовки, социальных действий, семьи, спорта и международных отношений Комиссии французского сообщества.
На муниципальных выборах 2012 года переизбран и стал бургомистром Сен-Жосс-тен-Ноде, став первым мэром Бельгии неевропейского происхождения. Его сменил в правительстве Брюсселя Рашид Мардан, который имеет марокканское происхождение. После муниципальных выборов 2018 года Эмир Кир переизбран бургомистром.
В 2012—2014 годах — депутат парламента Брюссельского столичного региона.
По результатам выборов 25 мая 2014 года избран депутатом Палаты представителей Федерального парламента Бельгии в Брюссельском столичном избирательном округе от Социалистической партии (PS).
Эмир Кир отсутствовал 30 апреля 2015 года в Палате представителей на минуте молчания в память геноцида армян, за что подвергся критике. Неделей ранее, в интервью он оспаривал использование термина «геноцид». 23 июля Эмир Кир проголосовал за резолюцию о геноциде армян, которую Палата представителей приняла единогласно. Резолюция воспроизводит высказывания премьер-министра Шарля Мишеля, который 18 июня перед Палатой представителей признал геноцид от имени бельгийского правительства.
Министр внутренних дел Бельгии Ян Ямбон и государственный секретарь по вопросам убежища и миграции Тео Франкен, оба члены партии «Новый фламандский альянс» (N-VA), настаивающей на том, чтобы поставить заслон притоку беженцев в Бельгию, подали жалобу на Эмира Кира. Жалоба касается попытки Эмира Кира 12 мая 2015 года остановить депортацию нигерийской женщины на рейсе Royal Air Maroc в Международный аэропорт имени Мухаммеда V, обслуживающий Касабланку.
На выборах 26 мая 2019 года переизбран депутатом Палаты представителей.
Гран-офицер Ордена Леопольда II (2019).
5 декабря 2019 года Эмир Кир встретился с делегацией из шести мэров турецких городов, двое из которых являются членами ультраправой Партии националистического движения (MHP), имеющей тесные связи с организацией «Бозкурт» («Серые волки»). Ранее в 2018 году в Турции Эмир Кир встречался с бывшим мэром, членом MHP. Дисциплинарная комиссия Социалистической партии исключила Эмира Кира из партии 17 января 2020 года. Кир стал независимым депутатом Палаты представителей.
13 января 2021 года бургомистр Сен-Жосс Эмир Кир санкционировал акцию протеста, посвящённую памяти 23-летнего гвинейца Ибрагима, умершего 9 января в полицейском участке. Акция, в которой приняли участие около 500 человек, переросла в беспорядки и столкновения с полицией.